# Rudý (skála)
Rudý je skalní útvar nad městem Štramberkem na severní Moravě v okrese Nový Jičín.

## Poloha
Skála Rudý se nachází v nadmořské výšce 500 metrů severovýchodně od historického centra Štramberku nad okrajem městské zástavby v jihozápadním svahu Bílé hory. Kolem skály jsou vedeny Lašská naučná stezka přičemž skále je věnována jedna z informačních tabulí, naučná stezka Novojičínská kopretina a modře značená turistická trasa KČT 2235 Štramberk – Kopřivnice. Skála leží v Podbeskydské pahorkatině a na území přírodního parku Podbeskydí.

## Název
Skalní útvar získal svůj současný název díky dětské hře. V době, kdy byl populární televizní seriál Čtyři z tanku a pes představoval pro místní děti tank, který v něm hrál hlavní roli. Stejně jako v seriálu na něj napsaly bílou barvou velkými písmeny jméno Rudý. Tento nápis na skalním útvaru dlouho vydržel a název se mezi místním obyvatelstvem vžil. V 19. století je doložen název Čertovo hovno jako reakce na zbarvení skály odlišné od ostatních v okolí.

## Geologie
Skála Rudý a okolní menší skalní útvary jsou tvořeny šedohnědými vápnitými slepencovými pískovci až písčitými slepenci Bašského souvrství, čímž se odlišuje od ostatních světlých vápencových skal, které jsou v okolí Štramberku běžné. Na několika místech je na tomto skalním útvaru možné nalézt zkamenělé bývalé mořské dno.

## Flora a fauna
V blízkém okolí skalního útvaru je možné nalézt některé vzácné druhy rostlin jako vstavač mužský, bradáček vejčitý, okrotice bílá či trličník brvitý. Zřejmě kvůli větší potravní nabídce okolních keřů se v zimním období do jeho okolí stahuje i větší množství drobných pěvců jako např. sýkora koňadra, sýkora babka, sýkora modřinka, mlynařík dlouhoocasý, červenka obecná a stehlík obecný. V některých sezónách sem v tomto období zalétávají i hejna brkoslava severního, který žije ve Skandinávii.